# 307
307（三百七、三〇七、さんびゃくなな）は、自然数また整数において、306の次で308の前の数である。

## 性質
- 307は63番目の素数であり、1つ前は293、次は311。
  - 約数の和は308。
- 15番目の非正則素数である。1つ前は293、次は311。
- 307 = 307 + 0 × i (iは虚数単位)
  - a + 0 × i (a > 0) で表される33番目のガウス素数である。1つ前は283、次は311。
- 17番目の 8n + 3 型の素数であり、この類の素数は x2 + 2y2 と表せるが、307 = 172 + 2 × 32 である。1つ前は283、次は331。
- 30…07 の形の最小の素数である。次は300007。ただし挟まれた数は無くてもいいとすると最小は37。(オンライン整数列大辞典の数列 A101824)
- 307 = 100 × 3 + 7
  - 100n + 7 の形で表せる3番目の素数である。1つ前は107、次は607。(オンライン整数列大辞典の数列 A166547)
- 307 = 170 + 171 + 172
  - a = 17 のときの a0 + a1 + a2 の値とみたとき1つ前は273、次は343。
    - a0 + a1 + a2 で表せる10番目の素数である。1つ前は241、次は421。

  - 17の累乗和とみたとき1つ前は18、次は5220。(オンライン整数列大辞典の数列 A091045)
    - 307 = 173 − 1/17 − 1 = 183 + 1/18 + 1

  - 素数 p = 17 のときの p0 + p1 + p2 の値とみたとき1つ前は183、次は381。(オンライン整数列大辞典の数列 A060800)
- 約数の和が307になる数は1個ある。(289) 約数の和1個で表せる64番目の数である。1つ前は306、次は314。
  - 約数の和が奇数になる20番目の奇数である。1つ前は255、次は363。
- 各位の和が10になる29番目の数である。1つ前は280、次は316。
  - 各位の和が10になる数で素数になる9番目の数である。1つ前は271、次は433。(オンライン整数列大辞典の数列 A107579)
- 平方数が回文数になる非回文数のうち3番目に小さい数である。(3072 = 94249) 1つ前は264、次は836。(オンライン整数列大辞典の数列 A251673)
  - 平方数が回文数になる13番目の数である。1つ前は264、次は836。(オンライン整数列大辞典の数列 A002778)
- 307 = 12 + 92 + 152 = 32 + 32 + 172
  - 3つの平方数の和2通りで表せる73番目の数である。1つ前は301、次は308。(オンライン整数列大辞典の数列 A025322)
  - 307 = 12 + 92 + 152
    - 異なる3つの平方数の和1通りで表せる88番目の数である。1つ前は300、次は312。(オンライン整数列大辞典の数列 A025339)
- 307 = 33 + 43 + 63
  - 3つの正の数の立方数の和1通りで表せる40番目の数である。1つ前は288、次は314。(オンライン整数列大辞典の数列 A025395)
  - 3つの正の数の立方数の和で表せる12番目の素数である。1つ前は281、次は349。(オンライン整数列大辞典の数列 A007490)
  - 異なる3つの正の数の立方数の和1通りで表せる16番目の数である。1つ前は288、次は342。(オンライン整数列大辞典の数列 A025399)
  - 異なる3つの立方数の和で表せる5番目の素数である。1つ前は281、次は349。(オンライン整数列大辞典の数列 A122723)
  - n = 3 のときの 3n + 4n + 6n の値とみたとき1つ前は61、次は1633。(オンライン整数列大辞典の数列 A074548)
  - 307 = (5+1/2)3 + (7+1/2)3 + (11+1/2)3
- 307 = 43 + 35
  - n = 3 のときの 4n + n5 の値とみたとき1つ前は48、次は1280。
    - 4n + n5 で表せる2番目の素数である。1つ前は5、次は33191。(オンライン整数列大辞典の数列 A075983)

## その他 307 に関連すること
- 西暦307年
- 紀元前307年
- 年始から数えて307日目は11月3日、閏年は11月2日。
- プジョー・307は、フランスのプジョー社が生産する乗用車。
- プジョー・307 WRC
- ボーイング307は、アメリカ合衆国のボーイング社が開発した商業用旅客機。
- UFC 307
- ポール・ハミルトン (USS Paul Hamilton, DD-307) は、アメリカ海軍の駆逐艦。
- タイルフィッシュ (Tilefish, SS-307) は、アメリカ海軍の潜水艦。
- BD +20°307は、おひつじ座の恒星。
- G307国道
- 第307歩兵師団 (ベトナム陸軍)
- 第307施設隊
- 国際連合安全保障理事会決議307